# 37 M. pisztoly
A 37M pisztoly a Magyar Királyi Honvédség szolgálati pisztolya volt 1937-es rendszeresítésétől 1948-ig, a magyar fegyveres erők szovjet típusokra való átfegyverzéséig. Gyártását a Fémáru, Fegyver és Gépgyár RT. végezte, összesen hozzávetőleg 185 000 darab elkészült példánnyal.

## Előzmények
Frommer Rudolf 1921-ben önvédelmi zsebpisztolyt hozott forgalomba. Az aprócska fegyver számos, a „nagyokra” jellemző vonást hordozott, így amikor eljött az ideje egy új katonai pisztoly kifejlesztésének a honvédség számára, a 6,35 mm-es Frommer Liliputot egyszerűen csak fel kellett nagyítani, és megszületett a 29 M. pisztoly.
A 29 M. pisztoly Frommer korábbi munkáihoz képest már meglehetősen konzervatív darab volt, ugyanakkor a tervező sem tudta megtagadni önmagát: a szánból kivehető zártest, illetve az azt lezáró szánsisak folyton új utakat kereső szellemét jelzi. Ezek azonban növelték az előállítás költségeit, és a fegyver tisztítását is megnehezítették, szerszám nélkül ugyanis nem lehetett szétszedni, és az összerakás is némi kézügyességet igényelt. Mindezek 1937-ben egy új, egyszerűbb modell, a 37 M. pisztoly rendszeresítéséhez vezettek.
Frommer tehát a 30-as években elkezdte áttervezni a 29 M. pisztolyt. Az új fegyver szebb vonalú szánjának hátsó részében alakították ki a zártestet, amely immár a szán szerves részét képezi, és nem kivehető. A változatlanul fix cső pedig nem csupán a tokhoz, de a szánhoz is kapcsolódik, és ezek a rögzítések csupán a szánnak szétszedési állásban való rögzítésekor oldanak ki. A markolat változtatásai az ergonómiát szolgálják: a markolathéjak domborúak lettek, a tárak aljára pedig szintén a jobb fogás érdekében kisujjtámasz került.
Frommer Rudolf 1935-ben nyugdíjba vonult, a következő év szeptemberében pedig elhunyt, így utolsó művének rendszeresítését már nem érhette meg; ami azt illeti, a munkálatok befejező szakaszában sem vett már részt. A 37 M. pisztolyt mégis életműve utolsó darabjának tekinthetjük.
Az első megrendeléseket a gyár már 1937-ben megkapta, és magyar viszonyok között rendkívül hamar (amiben alighanem része volt annak is, hogy az új fegyver nem különbözött túl sokban az addig gyártott 29 M.-től), már 1938-ban a csapatokhoz került az első sorozat 37 M. pisztoly, amelyek ára akkoriban 55 pengő volt. Végül 1943-ig, amikor a pisztolygyártási kapacitást teljes egészében átállították a géppisztolyok előállítására, kb. 160 000 db 37 M. készült (gyári számok 50001-től), így e pisztoly még ma sem számít ritkaságnak.

## A 37 M. pisztoly

### Leírása
A 37 M. pisztoly külsőre egy meglehetősen konzervatív vonalvezetésű, a 29 M. pisztollyal sok elemében megegyező fegyver, amely azonban rejteget egy-két Frommer Rudolfra annyira jellemző vonást.
Külsőre ezekből nemigen látni semmit, a csövet teljesen elfedő szán és a tárat rejtő markolat teljesen szokványos kialakítású, bár a markolat hátsó élén található markolatbiztosító ekkoriban már kevéssé volt elterjedt a katonai fegyvereken. A hosszanti bordázattal érdesített fa markolathéjak ugyancsak hagyománytiszteletről árulkodnak, de a felületet a Frommer Stoppal és a 29 M. pisztollyal ellentétben már nem laposra, hanem enyhén domborúra munkálták meg. (Ez utóbbi azután annyira megnyerte a katonák tetszését, hogy a 29 M. pisztolyok némelyikének markolathéjait is ilyenre cserélték.) A szán vonalvezetése gyakorlatilag megegyezik az elődtípuséval, bár a szerkezeti eltérések miatt azzal nem csereszabatos.
Az elsütőbillentyű felett bal oldalon található a hagyományos kialakítású szánrögzítő, amelyet a helyretolórugó rugóvezető pálcája tart a helyén olyképpen, hogy a pálca vége felül a szánrögzítő tengelyének lapos kimarásába, és nem engedi azt oldalirányban kicsúszni. A kimarás elhelyezésének köszönhetően alaphelyzetben a szánrögzítő mindig alsó állásban van, és azt csak a kiürülő tár adogatólemeze nyomja fel az utolsó töltény csőre töltésekor. Az utolsó lövés megtörténtekor a szánrögzítő tehát már nekinyomódik a szánnak, és amikor az eléri a leghátsó pozícióját, a szánrögzítő orra a szán elülső kivágásába ugrik, megakadályozva annak visszatérését. Az újratöltést követően a teli tár adogatólemeze immár nem nyomja felfelé a szánakasztót, azt azonban az előremozdulni igyekvő szán mindaddig fogva tartja, amíg a lövő hüvelykujjával le nem nyomja. Ekkor a felszabaduló szán elülső helyzetébe tér vissza, miközben a tárban lévő legfelső töltényt is a töltényűrbe tolja.
A 29 M. és 37 M. pisztolyok közötti legszembetűnőbb eltérés kívülről a szán kialakításában mutatkozik meg. Mivel a zártömb immár nem kivehető, a szán is egyetlen darabból készült, a 29 M.-re jellemző lecsavarható szánsisak nélkül, a felhúzást megkönnyítő sűrű függőleges bordázás így a szán hátsó végére került, hasonlóan az irányzékhoz. A célgömb kialakítása teljesen megegyezik a korábbi típuséval. Megváltozott viszont a szán keresztmetszete, a korábbi fordított U alak helyett a felső rész lemarásával egy karcsúbb formát alakítottak ki, a célgömb és az irányzék között egy lapos részt meghagyva. A szerkezeti átalakításoknak köszönhetően a 37 M.-nél már a szán külső részén látható a hüvelyvonó, és láthatóvá váltak a hüvelyvonó számára készült kimarások is.
A pisztoly egyik jellegzetes vonása a cső rögzítésének megoldásánál található. A 29 M. elődhöz hasonlóan ez is a csőfar alatt kialakított négy bordával kapaszkodik a tokba, attól eltérően azonban a 37 M. pisztoly csöve a szán egy bizonyos állásánál tengelyirányban elfordítható, és ennek köszönhetően akár az amúgy teljesen összeszerelt fegyverből is kihúzható. A szán belsejében ezt egy kimarás teszi lehetővé, a szán szétszedési pozícióba állítását pedig a szánon lévő hátulsó bevágás és az abba kapaszkodó szánakasztó könnyíti meg. Hogy a cső csak a szétszedési pozícióban fordulhasson el, a csőtorkolatnál a paláston egy szögletes kiemelkedés, a szán bal oldalán belül pedig egy azt megvezető hosszanti kimarás található.
A fegyver egyik gyenge pontja az aprócska, a 29 M. pisztolytól örökölt irányzék, amely lőtéri körülmények között talán megfelelő, de gyenge fényviszonyok között vagy stresszhelyzetben csaknem használhatatlan, és ezen az az amúgy korszerűnek mondható újítás sem javít sokat, hogy a szán felső felén tükröződésgátló felületet alakítottak ki.
A fegyver másik gyenge pontja a tár rögzítésének módja, amely Frommer korábbi pisztolyaihoz hasonlóan egy, a markolat alján kialakított rugós akasztón alapul. Bár a Frommer Stop alig kiálló recézett alkatrészét a 29 M. pisztolynál már egy jobban megfoghatóra cserélték, ez a megoldás (amit szerencsétlen módon a 37 M. is megörökölt) továbbra sem tette lehetővé az egykezes működtetést, ami pedig egy, a markolat bal oldalán elhelyezett és a hüvelykujjal megnyomható tárkioldó használatával könnyen elérhető lett volna. Tárcserénél ehelyett a bal kézzel kell a rögzítőkampót hátranyomni, majd az adogatórugó által a markolatból kilökött tárat kihúzni. Szerencsére ezt úgy is megtehetjük, hogy eközben a teli cseretárat is a kezünkben tartjuk és azt azonnal az üres helyére toljuk, így a tárcserénél tulajdonképpen nem veszítünk túl sok időt. Annyi „előnye” mindenesetre van ennek a megoldásnak, hogy általa elkerülhetjük a tárvesztést, azaz azt, hogy az üres tárat cserénél egyszerűen a földre ejtsük. A korabeli takarékos szemlélet ezt valószínűleg pozitívumként értékelte.
Maga a tár teljesen szokványos kialakítású, ennek ellenére a 37 M. pisztoly megjelenésének legjellegzetesebb vonását köszönheti neki. Már a korábbi Frommer modelleknél is problémát okozott a túl rövid markolat, a 37 M.-nél ezt végül egy, a tárak aljára szerelt kisujjtámasszal oldották meg, ami annyira sikeresnek bizonyult, hogy végül a 29 M. pisztolyokon is feltűnt.
A markolat alján a tárrögzítő mögött találjuk a 37 M. katonai mivoltának bizonyítékát, a hordzsinór kengyelét, amely egyben a fegyver leghaszontalanabb alkatrésze is egyben, mivel hordzsinórt gyakorlatilag sosem használták hozzá.

### Gyártó
Valamennyi 37 M. a Fémáru-, Fegyver- és Gépgyár R.t.-nél készült, beleértve a német megrendelésre gyártott P. Mod. 37 pisztolyokat is.

### Jelzések
A szán bal oldalán a FÉMÁRU-, FEGYVER- ÉS GÉPGYÁR R.T. 37 M felirat, a tokon a markolat felett, szintén bal oldalon a gyári szám, a sátorvas tövében pedig a honvédségi átvevőjegy, a koronás címer látható.
A civil fegyverekben az átvevőjegy helyére korona alakú belövőjegyet ütnek, a szán csőtorkolat alatti részébe pedig egy körbe foglalt „E” betűt. A gyár jelzése és a sorozatszám a katonai fegyverekéhez hasonlóan van elhelyezve.

### Viselése
A katonai fegyvereket a derékszíj jobb oldalára fűzött bőr pisztolytáskában viselik.
A 37 M. pisztoly táskájának elődjét eredetileg a 29 M. pisztolyhoz rendszeresítették, de a még szolgálatban álló 19 M. pisztolyt (Frommer Stop) is befogadja. A 37 M. és a 29 M. pisztolyok között lényeges méretbeli eltérés nincs, a kisujjtámaszos tár bevezetése esetenként ugyanakkor némi változtatást hozott a táskák és a tártartók kialakításában.
A sárgaréz bújtatón áthúzható bőrszíjjal záródó barna bőr pisztolytáska fedele alá két tár befogadására alkalmas, külön lehajtható fedéllel ellátott tartó van varrva. A táska zárószíjának fedélhez való rögzítése történhet varrással vagy szegecseléssel is, a tártartók fedelének bújtatóját azonban mindig szegecsek tartják. Négy szegeccsel erősítik meg a táska hátsó oldalára varrott övbújtatót is, és esetenként ugyancsak szegecs erősíti az oldalvarrást a markolat aljánál is.
A pisztolytáska elülső és hátsó oldala valamint a fedél egyetlen bőrdarabból van kiszabva, amit a pisztoly sátorvasa és markolata felőli oldalon varrnak végig. A megfelelő formát a csővég felől egy csepp alakú, a markolatvégnél pedig egy háromszögletű bevarrott elem adja meg. A fedél zárószíja, az övbújtató, a tártartók, azok fedele és a fedél bújtatója mind külön kerülnek fel a táskára.
Egyetlen bőrdarabból szabják ki a két tárat befogadó tártartót is, amit előbb középen a táskához varrnak, majd a formázást követően alul és oldalt is odaerősítenek. A fedélt még ezt megelőzően varrják a táska belső oldalára, a bújtatót azonban már a kész tártartókra szegecselik fel. A tártartók külső oldalának felső szélén egy-egy félkör alakú kivágás látható, amelyek eredetileg a 29 M. pisztolyhoz rendszeresített kisujjtámasz nélküli tárak könnyebb megfogását tették lehetővé.
A pisztolytáska fedelének lezárására egy bőrszíj szolgál, amelynek végét egy, a táskára erősített és a fedélen átmenő kengyel alatt kell átfűzni. A kengyelt tartó ovális rézlemezt négy szegecs rögzíti a táska elülső oldalán a tártartók alatt, a fedélre vágott nyílását pedig belülről egy ugyancsak ovális, középen keresztben kivágott és két szegeccsel rögzített rézlemez erősíti.
Egyes, már a 37 M. pisztolyhoz készült táskák kialakításán később néhány, kifejezetten a kisujjtámaszos tár által megkövetelt változtatást hajtottak végre. Az ilyen táskákon a tártartók oldala felül ki van vágva, le van rövidítve vagy akár a fedelük is hiányozhat, maga a táska pedig esetenként nincs hátul végigvarrva, hogy a fegyvert behelyezett tárral is be tudja fogadni.
A háborús nyersanyaghiány a pisztolytáskákat sem kímélte, és bár anyaguk mindvégig bőr maradt, a stratégiailag fontos rézből készült szerelékeket utóbb felváltotta az olcsóbb alumínium, ahogyan az például a lőszerek gyújtószerkezete esetében is történt. A szegecselt fedélrögzítő szíj és az alumínium alkatrészek ugyan egyesek szerint már csak a háború után készült példányokra jellemzőek, ez a megállapítás azonban a fennmaradt táskák alaposabb vizsgálatakor nem állja meg a helyét.
Ismeretesek olyan pisztolytáskák is, amelyek fedele a takarékosság jegyében külön darabból készült és utólag varrták a táskához, sokan ezeket is a háború után gyártott daraboknak tekintik.
Végül megjegyzendő, hogy fent leírtakhoz hasonló pisztolytáskákat még az 50-es években rendszeresített szovjet eredetű TT pisztolyokhoz is gyártottak, ezek azonban nagyobbak, és a jóval nagyobb lőszer miatt szélesebb tár tartójából is csak egyet erősítettek a fedél alá.

### Működés
Miután a megtöltött tárat a helyére illesztettük, a zár hátrahúzása, majd elengedése után a fegyver tűzkész állapotba kerül. Egyetlen biztonsági berendezése a markolatbiztosító, így lövés csak a markolat határozott átfogása esetén adható le.
A lövés leadása után az egyesített szán és zár együtt siklik hátra (eközben megfeszíti a kakast, az üres töltényhüvely pedig kirepül), majd a szán visszatér eredeti helyzetébe, és közben új töltényt tol a töltényűrbe. Az elsütőbillentyű felengedésével majd ismételt megnyomásával újabb lövés adható le.
Az utolsó töltény kilövése után a szán hátsó helyzetben marad, ezzel jelzi az újratöltés szükségességét. Miután az üres tárat telire cseréltük, a szánrögzítő lenyomásával előreengedhetjük a szánt, amely az első töltényt a töltényűrbe tolja, és a folyamat kezdődik elölről.
A fegyvert csőre töltött állapotban is lehet hordani, a rugó kímélése céljából ilyenkor célszerű a kakast óvatosan feszteleníteni. Aprócska feje miatt ez nem veszélytelen vállalkozás, ha azonban ehhez segítségül hívjuk a bal kéz hüvelykujját, amelyre a jobbal ráengedjük a kakast (ettől nem kell félni, a kakasrugó nem elég erős ahhoz, hogy sérülést okozzon), biztonságosan elvégezhetjük a műveletet. Véletlen elsütéstől akkor sem kell tartani, ha a leejtett pisztoly a fesztelenített kakasra érkezik, a rövid repülő ütőszeg ugyanis ilyenkor nem ér a töltény csappantyújáig. Az automatikusan működő markolatbiztosító megfeszített kakas esetén is biztonságossá teszi a hordást.

### Szétszedés
Az új fegyver egyik nagy előnye 29 mintájú elődjével szemben az egyszerű és gyors szétszedhetőség, amely semmiféle szerszámot nem igényel és gyorsan elsajátítható.
A markolat alján lévő tárrögzítőt kioldva az adogatórugó a tárat kilöki. Miután a zár hátrahúzásával meggyőződtünk róla, hogy a töltényűrben nem maradt lőszer, megkezdhetjük a pisztoly részleges szétszedését.
A szánt hátrahúzzuk, és szétszerelési helyzetben a szánakasztóval rögzítjük (a szánakasztót a szán csőtorkolathoz közelebbi kimarásába kell ilyenkor akasztani). A csövet 120 fokkal balra elfordítjuk, majd kihúzzuk. A szánakasztó lenyomása után a szán előre lecsúszik a tokról (eközben tartsunk ellent, mert különben a rugó a szánt kilövi). Vegyük ki a helyretolórugót, a rugóvezető pálcát és a szánakasztót. Szükség esetén lecsavarozhatjuk a markolathéjakat is. A fegyver részleges szétszerelését ezzel elvégeztük, összeszerelését a fentiek fordított sorrendjében végezzük.
Az ütőszeg és furata megtisztításához a hüvelyvonó csapját kell alulról kiütni, ez a két alkatrész ugyanis közös rögzítőelemen osztozik. Eközben ügyelni kell a hüvelyvonó könnyen elrepülő rugójára.

## Változatok
A 37 M. pisztolynak létezik egy .22 Long Rifle, vagy ahogyan a honvédségnél rendszeresítették, 6 mm-es 29 M. céllövő töltényhez átalakított változata, amelynek csöve és szánja eltér a normál 9 mm-es fegyverétől. A 29 M. öntöltő céllövő változatától eltérően azonban ez egylövetű és már csak a háború után készült, hasonlóan a 9 mm-es öntöltő sportváltozathoz.
Ugyancsak a 37 M. pisztoly tokjának és alkatrészeinek felhasználásával készült el a 42 M. világítópisztoly. 7,65 mm-es űrméretű, szánbiztosítóval felszerelt változata pedig német megrendelésre készült.

## A P. Mod. 37 pisztoly
1941-ben az FFG pisztolygyártó kapacitása (a honvédségi megrendelések kifutása miatt) kihasználatlan maradt, így a gyár más megrendelő után nézett. Németország szívesen vásárolt a kiváló 37 M. pisztolyból annyit, amennyit csak lehetett, azonban a fegyver űrméretében és kialakításában némi változtatást kért. A 9 mm-es Frommer (vagy a 9 mm-es Browning Short) töltény nem volt náluk rendszeresítve, így a fegyvert át kellett alakítani 7,65 mm-esre, valamint (ugyancsak német kérésre) a tokot biztosítókarral kellett felszerelni.
A P. Mod. 37 elnevezésű új fegyver működése és szétszerelése megegyezik a 37 M. pisztolyéval, egyetlen eltérés a biztosítókar használata, amellyel a csőre töltött és megfeszített kakasú fegyvert biztosítani lehet.
Az eredetileg 110 000 darabos (1941-ben 50 000 db, majd 1943-ban újabb 60 000 db) megrendelésből a Fegyvergyár 1944-ig végül csaknem 86 000 db-ot szállított le a német félnek, ezt követően azonban a gyártói kapacitást teljes egészében a Király géppisztolyok gyártására állították át.
A P. Mod. 37 szánján a magyar változattól eltérően német nyelvű P. Mod. 37, Kal. 7,65 vagy Pistole M 37, Kal. 7,65 felirat áll, valamint az FFG német gyártókódja, a „jhv”. A gyártókód alatt a gyártási év utolsó két számjegye áll. A tárak aljába ugyancsak P. Mod. 37 feliratot ütöttek.
A fődarabok össze vannak számozva, ami szintén eltér a magyar változattól, így például az összeszerelt fegyver bal oldalán két helyen, a markolat felett és a szán elején alul is láthatjuk a gyártási számot. A birodalmi sast és a WaA 58 átvevőjegyet már a német fél ütötte a procedúrán megfelelt fegyverekbe (előbbit a tokba, utóbbit a sátorvasba), és a bőr- vagy vászon pisztolytáskákat is maga szerezte be hozzájuk.
Ismeretes egy olyan, német átvevőjegy nélküli változat, amelynek szánján a „Budapest” felirat is szerepel, gyártókód és évszám helyett pedig az FFG pajzs alakú logóját ütötték bele. Ezt a kis példányszámban készült polgári sorozatot a gyár valószínűleg a két német megrendelés közötti időszakban készítette el, részben kereskedelmi, részben talán a termelési ütem fenntartása céljából. (Ugyanebben az időszakban született meg a korábban említett világítópisztoly is 37 M. alkatrészek felhasználásával.)
A fenti két változaton kívül hivatalosan nem készült más, a P. Mod. 37 alkatrészeivel szerelt pisztolytípus, így a magyar 37 M. pisztoly alkatrészeit is tartalmazó „hibridek” a gyártás során megmaradt vagy sérült fegyverekből kiszerelt darabok összeházasításával készültek. Ezek némelyike akár háborús, vagy közvetlenül a háború után összeszerelt pisztoly is lehet.

## A szolgálat vége
A magyar honvéd a 37 M. pisztollyal (illetve kényszerből esetenként a korábbi típusokkal is) harcolta végig a nagy háborút, és a 37 M. maradt az új demokratikus hadsereg maroklőfegyvere is a szovjet eredetű TT rendszeresítéséig, ami ezután hosszú időre lezárta az önálló magyar pisztolytervezés és gyártás történetét. Az elkövetkező évtizedek „magyar” pisztolyai valójában szovjet (TT = FÉG T58), német (Walther PP = FÉG 48M - PA-63), belga (Browning HP = FÉG P9M) és amerikai (Smith & Wesson 59 = FÉG P9R) típusok másolatai lesznek.